# Mbombe
Mbombe je južnoafričko borbeno oklopno vozilo na kotačima kojeg proizvodi Paramount Group. Vozilo odlikuju velika mobilnost te mogućnost zaštite posade od mina. Mbombe se počeo proizvoditi 2010. a njegovo ime znači "afrički ratnik".

## Karakteristike vozila
Težina praznog Mbombea iznosi 16 tona dok je maksimalna težina vozila u borbenim uvjetima 27 tona. Ima 6x6 pogon te se može koristiti na različitim vrstama terena. Maksimalna brzina vozila iznosi 100 km/h dok mu operativni domet iznosi 700 km (435 milja).
Mbombe pokreće Cummins ISBe4 turbo Dieselov motor snage 336 kW te koristi Allison mjenjač sa šest brzina.
Kao oklop vozila, koristi se STANAG 4569, razina 4. Takav oklop omogućava 11-članoj posadi zaštitu od mina, 10 kg TNT-a ispod vozila, raketnih bacača te improviziranih eksplozivnih naprava. Također, snažan okop može zaštiti posadu od čak 50 kg TNT-a postavljenog na pet metara udaljenosti od vozila.
Osim eksplozivne, STANAG 4569 omogućava i balističku zaštitu posade od teških strojnica kalibra 14,5 mm.
Od primarnog naoružanja, na Mbombe se mogu montirati teška strojnica ili automatski top. Također, može biti opremljen i s opremom za noćno gledanje.
Mbombe se može konfigurirati kao borbeno oklopno vozilo, oklopni transporter, zapovjedno vozilo ili vozilo hitne pomoći.

## Korisnici
- JAR: južnoafričke nacionalne obrambene snage.
- Jordan: naručeno je 50 ovih vozila za potrebe jordanske vojske.[13]